# Incident napadení číšníků v Praze

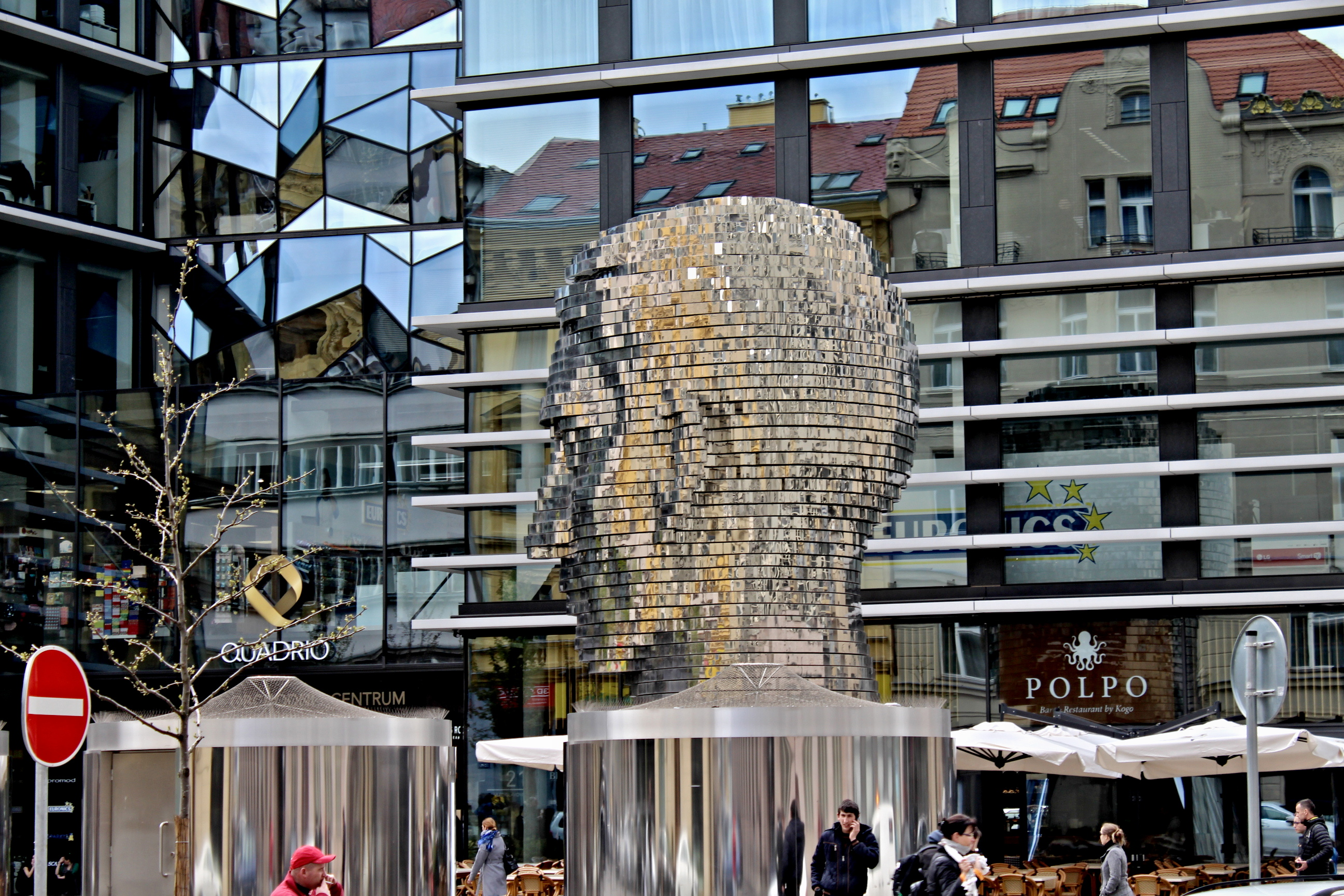
Pohyblivá 10,6 metrů vysoká socha Franze Kafky. V pozadí je vidět restaurace Polpo, kde se incident odehrál

Incident napadení číšníků v Praze se odehrál v sobotu dne 21. dubna 2018 ve Vladislavově ulici, u obchodního centra Quadrio v Praze. Číšník restaurace Polpo (součást obchodního centra Quadrio) Miroslav V. (35 let) byl brutálně napaden skupinou sedmi turistů a musel být převezen do nemocnice, kde podstoupil dvě operace.
Česká veřejnost měla od začátku informaci o důvodu napadení číšníka, že číšník vyzval turisty, aby na zahrádce restaurace nekonzumovali vlastní (donesený) alkohol. Turisté se poté na číšníka slovně obořili a následovalo i fyzické napadení.
Až mnohem později se ukázalo, že hlavní napadený (číšník Miroslav, 35 let) se jen zastal svého napadeného kolegy číšníka, který takto vyzval turisty.
Pachatelé z místa incidentu utekli a bylo po nich vyhlášeno pátrání. Policie zveřejnila jejich podobu, která byla k dispozici z kamerových záznamů incidentu. Zveřejnění podobizen pachatelů napomohlo veřejnosti k identifikaci pachatelů a jejich následné zadržení. Po zadržení pachatelů kriminalisty na Letišti Václava Havla vyšla najevo jejich státní příslušnost (nizozemská) a následovala mezinárodní mediální pozornost na tento případ.
Kauza byla také velmi sledována v Nizozemsku. Reakce nizozemského ministra zahraničí Stefa Bloka byla, že se stydí při pohledu na obrázky tohoto útoku. Reakce na Twitteru ministra vnitra Lubomíra Metnara byla veřejná pochvala Policie za úspěšné zadržení pachatelů na letišti.

## Chybné zadržení skupiny Izraelců
Policie při pátrání po pachatelích mylně zadržela skupinu sedmi izraelských turistů. Den po napadení číšníků vtrhla zásahová jednotka do pokojů hotelu Astoria, kde se samopaly v ruce prý donutili izraelské turisty k opuštění hotelu a „ve vláčku“ je vedli na služebnu ulicemi Prahy. Turisté si tedy stěžovali na policejní brutalitu a zbytečné ponížení. Policie prý neměla snahu někoho legitimovat a některé turisty dokonce začala bít.
Policie spoutala sedm izraelských turistů ve spodním prádle, přičemž turistům prý bylo šlápnuto na krk, aby jim byl znemožněn pohyb. Poté došlo ke spoutání a vyvedení. Při vláčení ulicemi prý byli turisté poníženi, neboť jiní turisté (a občané Prahy) je natáčeli a fotografovali. Jeden turista musel být ošetřen v nemocnici, převezen rychlou záchrannou pomocí pro bolesti zad.
Policie se za zásah omluvila. Mluvčí pražské policie Jan Daněk k tomu uvedl, že Policie dostala mnoho tipů na pachatele. Těchto sedm turistů zpočátku odpovídalo popisu hledaných pachatelů a až později se ukázalo, že to nejsou hledaní pachatelé.
Izraelští turisté se prý na místě rozhodli na Policii si nestěžovat a rozloučili se s nimi podáním rukou a společnou fotkou. Později však přes právního zástupce chystali oficiální stížnost s požadavkem na omluvu.
Ministr vnitra Lubomír Metnar důvod k oficiální omluvě neviděl a uvedl, že se bohužel tyto omyly stávají, že po zadržení se často ukáže, že nejde o hledaného.

## Zadržení skutečných pachatelů a jejich obvinění

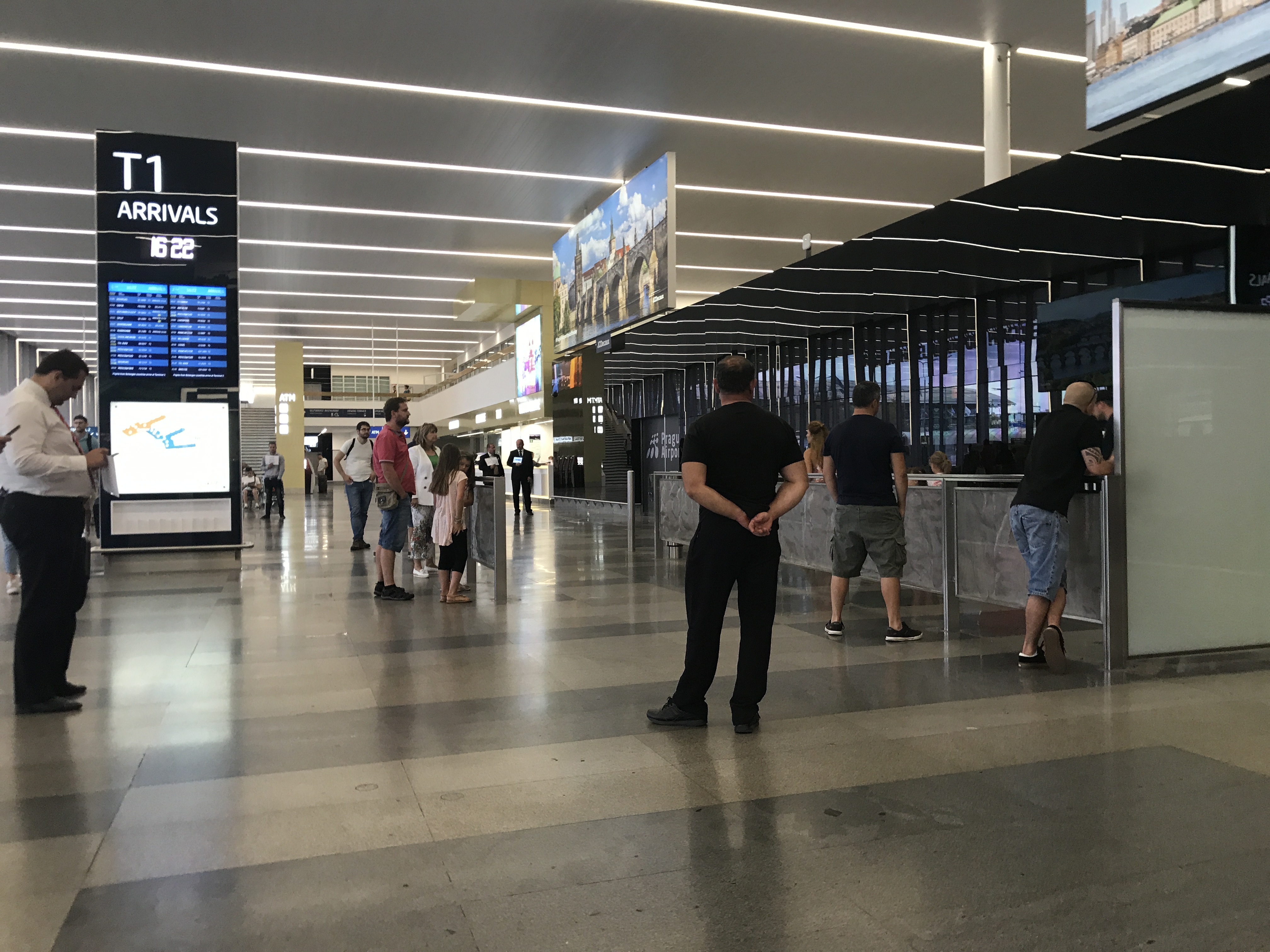
Interiér pražského letiště, Terminál 1

Skupina sedmi turistů byla zadržena v restauraci na Letišti Václava Havla, na Terminálu 1. Zadrženi byli v pondělí, v podvečerních hodinách.
Prvotní zprávy říkaly, že dopadení pachatelů napomohla všímavá cestující na letišti, která zavolala Policii. Později se ale ukázalo, že k dopadení pachatelů pomohli dispečeři letištního kamerového systému. Když však byla Policie na cestě na letiště, několik dalších cestujících také rozpoznalo útočníky a kontaktovalo též Policii.
Následovalo obvinění pěti turistů, dva byli propuštěni s tím, že se konflikt snažili spíše uklidnit. Třem obviněným uložil Obvodní soud pro Prahu 1 trestním příkazem osmiměsíční podmínky, na pět let je také vyhostil ze země.
Policie nechala ve vazbě podezřelé bratry Armina (28 let) a Arashe (31 let). Obvinili je z výtržnictví a z těžkého ublížení na zdraví, za což jim hrozí až deset let vězení. Soud by s nimi měl podle novin Algemeen Dagblad být v září.

## Totožnost pachatelů a jejich motiv
Sedm nizozemských pachatelů ve věku 24 až 32 let. Podle nizozemských medií jde o tyto muže: Armin Nahvi, Arash Nahvi, Pejman Kazemi, Bijan Kazemi, Sanferino, P. Janssen a Naoufel Sebbane.
Původem jsou všichni marockého a íránského původu. Jak média zjistila, někteří jsou také otcové od rodin a je mezi nimi osobní fitness trenér i policista.
Jako hlavní pachatelé jsou označeni Armin N. a jeho bratr Arash. Důvod pro své jednání uvádějí, že se zvrhlo loučení se svobodou (jednoho z nich), které v Praze společně slavili.
V souvislosti s medializací celého incidentu se přihlásil také člověk, jenž tvrdí, že den před tímto incidentem s číšníky, resp. sobotního rána napadli stejní pachatelé také jeho kamaráda v baru. Napadený musel do nemocnice na šití. Incident je popsán tak, že pachatelé obtěžovali ženu v baru, než se ji mohl partner zastat, cizinci napadli jejich kamaráda. Policie tento incident také prošetřuje.

## Mezinárodní reakce na incident
Nizozemská veřejnoprávní televize NOS informovala o tom, že se nizozemský ministr zahraničí Stef Blok stydí při pohledu na obrázky tohoto útoku.
Ministr dále rovněž potvrdil dřívější informace tisku, že nizozemští občané zapletení do tohoto incidentu, požádali velvyslanectví v Praze o pomoc. Nejdříve pachatelé pomoc konzulátu odmítnuti, později však o konzulární pomoc požádali.

## Způsobená zranění a kompenzace
Napadený číšník byl umístěn na jednotku intenzivní péče a probudil se až po dvou dnech z umělého spánku. Musel také podstoupit dvě operace.
Napadený měl vážné poranění hlavy. Konkrétně šlo o krvácení do mozku, dále pak zlomeniny a mlhavé vidění na pravém oku. V době propuštění měl zakázáno vykonávat namáhavou činnost a nemohl se ohýbat.
Dvojice hlavních útočníků (bratři) se za čin omluvila a nabídl poškozenému odškodnění po dobu rekonvalescence. K žádnému kontaktu ze strany pachatelů však, do propuštění napadeného, nedošlo.

## Vyšetřování a tresty
Původní obvinění z výtržnictví a těžkého ublížení na zdraví bylo na základě lékařských znaleckých posudků překlasifikováno na pokus o vraždu. Cizincům se tak posunula maximální možná sazba odnětí svobody z 10 let na 18 let. Oba podezřelí bratři Armin a Aräsh Nahviovi byli vazebně stíhání. Vrchní soud v Praze jim následně uložil tresty ve výši 5,5 a 5 let ve vězení ze ublížení na zdraví a výtržnictví. Neztotožnil se s klasifikací státního zastupitelství, které čin klasifikovalo jako pokus o vraždu. Oběma pachatelům bylo uloženo desetileté vyhoštění z Česka. Podle rozsudku musí bratři uhradit zbitému číšníkovi přes 1,8 milionu korun a dalších 159 tisíc korun musí zaplatit zdravotní pojišťovně.